# Phthiridium rhodesiense
Phthiridium rhodesiense är en tvåvingeart som först beskrevs av Oskar Theodor 1957.  Phthiridium rhodesiense ingår i släktet Phthiridium och familjen lusflugor. Inga underarter finns listade i Catalogue of Life.